# Pycnogonum sivertseni
Pycnogonum sivertseni is een zeespin uit de familie Pycnogonidae. De soort behoort tot het geslacht Pycnogonum. Pycnogonum sivertseni werd in 1955 voor het eerst wetenschappelijk beschreven door Stock. 